# Koplotovce
Koplotovce (em húngaro: Kaplat) é um município da Eslováquia, situado no distrito de Hlohovec, na região de Trnava. Tem 10,11 km² de área e sua população em 2018 foi estimada em 775 habitantes.

## Demografia
| Ano:        | 1994 | 2004   | 2014    | 2024    |
| ----------- | ---- | ------ | ------- | ------- |
| Broj ljudi: | 541  | 580    | 768     | 848     |
| Razlika:    |      | +7,20% | +32,41% | +10,41% |

| Ano:               | 2023 | 2024   |
| ------------------ | ---- | ------ |
| Número de pessoas: | 827  | 848    |
| Diferença:         |      | +2,53% |